# Elizabeth Slater
 Elizabeth Slater (13 de junio de 1946 - 11 de septiembre de 2014) fue una arqueóloga británica especializada en arqueometalurgia . Fue la primera profesora de arqueología nombrada por la Universidad de Liverpool, donde ocupó la Cátedra Garstang de Arqueología de 1991 a 2007.

## Primeros años y educación
Elizabeth Anne Slater nació en Preston, Lancashire, el 13 de junio de 1946, hija de dos profesores de escuela.  Fue educada en una escuela primaria para niñas antes de ir a estudiar a New Hall College, Cambridge, donde obtuvo una licenciatura en Ciencias Naturales en 1969.  Slater desarrolló un interés en la historia de la metalurgia mientras trabajaba con materiales arqueológicos y realizó una investigación de posgrado sobre metalurgia de la Edad del Bronce en la Universidad de Cambridge . Completó un doctorado en 1973 sobre “Aspectos metalúrgicos de la tecnología de la Edad del Bronce” con énfasis en la interpretación de datos analíticos. 

## Carrera académica
En 1974, Slater se incorporó al Departamento de Arqueología, presidido por la profesora Leslie Alcock, de la Universidad de Glasgow, como profesor de ciencias arqueológicas. Slater permaneció en la Universidad de Glasgow hasta 1991, cuando asumió la Cátedra Garstang de Arqueología y se convirtió en la primera profesora del Departamento de Arqueología, Clásicos y Egiptología de la Universidad de Liverpool . Slater llevó a cabo una extensa investigación analítica sobre metales de cobre, cerámicas y otros materiales vítreos como parte de importantes programas de excavación y trabajo de campo en el Reino Unido, Italia, Grecia, Turquía y Egipto.  Tenía interés en la arqueología experimental y llevó a cabo proyectos experimentales para estudiar procesos pirotecnológicos y explorar el procesamiento de materias primas para convertirlos en artefactos terminados. Slater permaneció en la Universidad de Liverpool hasta su jubilación en 2007 y posteriormente dedicó su tiempo a viajar y realizar obras de caridad.  Murió cerca de su casa en Hoylake el 11 de septiembre de 2014 y fue incinerada en Landican Crematorium, Birkenhead. 

## Laboratorios de investigación arqueológica de la profesora Elizabeth Slater
En 2015, la Universidad de Liverpool inauguró los nuevos Laboratorios de Investigación Arqueológica de la Profesora Elizabeth Slater en Abercromby Square . La instalación alberga un laboratorio de paleodieta, una sala de imágenes, un taller de tecnologías antiguas, un laboratorio de SIG, un microscopio electrónico de barrido, un espectrómetro de emisión atómica de plasma de microondas, además de laboratorios de preparación de muestras y lítica. 